# Анани Анев
Анани Борисов Анев е български актьор, режисьор, художник и театрален деец.

## Биография
В периода 1950 – 1951 година е директор на Драматично-куклен театър Шумен.

## Телевизионен театър
- „Виждали ли сте някога река?“ (1972) (Ангел Вълчанов)

## Филмография
- Ешелоните на смъртта (1986)
- Йо-хо-хо (1981) – Гого; седящият бик
- Синята лампа (1974), 10 серии – в (5 с. „Танго с Фани“)
- На всеки километър (1969 – 1971), 26 серии
- Един миг свобода, 2 новели (1969) - затворникът Анани (в 1-ва: „Старецът“)
- Нощта срещу 13-и (1961) – инженер Николов (като А. Анев)